# Бердянське (Маріупольська міська громада)
Бердя́нське — село в Україні, у Маріупольській міській громаді Маріупольського району Донецької області.

## Загальні відомості
Село розташоване від смт Мангуш за 14 км і проходить автошляхом М14E58, за 11 км від залізничної станції Маріуполь. Бердянській сільській раді підпорядковані також населені пункти Агробаза, Приазовське, Приміське, Шевченко. Межує з територією Маріуполя.
На території Бердянського розташована центральна садиба колгоспу імені Горького, який має 4061 га орної землі. Вирощуються переважно зернові й технічні культури. Розвинуте  тваринництво молочного напряму та птахівництво. У селі Агробаза знаходиться другий відділок сільського господарства «Приазовський».
У селі — середня школа, клуб, бібліотека.

## Історія
Село Бердянське засноване у 1887 році.

## Населення
За даними перепису 2001 року населення села становило 684 особи, із них 61,55 % зазначили рідною мову українську, 37,28 % — російську, 0,58 % — вірменську та 0,44 % — грецьку мову.